# 에린 코트렐
에린 코트렐(Erin Cottrell, 1975년 8월 24일 ~ )은 미국의 배우, 연극 배우, 텔레비전 배우, 영화배우, 성우이다.

## 출연작
- 나를 찾아서 (2014년) - 제니 오브라이언 역
- NCIS 시즌 9 (2011년) - 마린 역
- 미티어 (2009년)
- 견정사망 (2001년)
- 가딩 라이트 (1992년)